# تشوليلا (بحيرة)
```
بحيرة تشوليلا
 (بالأسبانية Lago Cholila) هي 
بحيرة
 تقع في مقاطعة تشوبوت في الأرجنتين. وهي إحدى البحيرات ضمن بحيرات نهر فوتاليوفو في 
الأرجنتين
، والذي يتدفق عبر بحيرة إيلتشو ونهر إيلتشو إلى المحيط الهادي في 
تشيلي
.
```

تحتل البحيرة واديا ضيقا من الشرق إلى الغرب بين قمم جبال الأنديز الجليدية.
رياضة صيد الأسماك تحظى بشعبية كبيرة في البحيرة. ومن الأسماك الموجودة في البحيرة سمك السلمون المرقط. وكذلك تنتشر رياضة القوارب والتجديف بالكاياك.